# John Kennedy (Offizier, 1893)
Sir John Noble Kennedy, GCMG, KCVO, KBE, CB, MC (* 31. August 1893 in Portpatrick, Wigtownshire, Schottland; † 15. Juni 1970 in Dunbar, East Lothian, Schottland) war ein britischer Offizier und zuletzt Generalmajor der British Army, der unter anderem zwischen 1943 und 1945 Assistierender Chef des Imperialen Generalstabes (Assistant Chief of the Imperial General Staff) sowie von 1947 bis 1953 Gouverneur von Südrhodesien war.

## Leben
John Noble Kennedy, Sohn des Geistlichen Reverend James Russell Kennedy und Sarah Maude Noble, trat nach dem Schulbesuch 1911 zunächst in die Royal Navy ein. Er wechselte während des Ersten Weltkrieges 1915 zur Royal Artillery und wurde für seine militärischen Verdienste 1917 mit dem Military Cross (MC) ausgezeichnet. In den folgenden Jahren fand er zahlreiche Verwendungen als Offizier sowie Stabsoffizier und war unter anderem von 1931 bis 1934 Instrukteur am Staff College Camberley sowie zwischen 1934 und 1936 Zweiter Generalstabsoffizier (General Staff Officer 2) im Kriegsministerium (War Office). Als Brigadier blieb er im Kriegsministerium und war von Oktober 1938 bis September 1939 erst stellvertretender Direktor für militärische Operationen (Deputy Director of Military Operations) und im Anschluss zwischen September und Dezember 1939 Direktor für Heeresplanung (Director of Army Plans).
Zu Beginn des Zweiten Weltkrieges war er 1940 erst Kommandeur der Royal Artillery der in Frankreich eingesetzten 52. Division (52nd (Lowland) Division) und im Anschluss Brigadegeneral im Generalstab des Militärbezirks Nordirland (Brigadier General Staff, Northern Ireland District). Nachdem ihm der kommissarische Rang als Acting Major-General verliehen wurde, übernahm er im Kriegsministerium zwischen dem 14. Oktober 1940 und dem 24. Oktober 1943 den Posten als Direktor für militärische Operationen und Heeresplanung (Director of Military Operations & Plans). In dieser Verwendung erhielt er am 14. Oktober 1941 den zeitlich befristeten Dienstgrad eines Temporary Major-General und wurde ferner 1942 zum Companion des Order of the Bath (CB) ernannt. Im weiteren Kriegsverlauf übernahm er am 25. Oktober 1943 von Generalmajor John Fullerton Evetts den Posten als Assistierender Chef des Imperialen Generalstabes (Assistant Chief of the Imperial General Staff) und hatte diesen bis Februar 1945 inne, woraufhin Generalmajor Vyvyan Evelegh ihn ablöste. Im Zuge der Birthday Honours wurde er am 14. Juni 1945 als Knight Commander des Order of the British Empire (KBE) geadelt, so dass er fortan das Prädikat „Sir“ führte. 1946 schied er aus dem aktiven Militärdienst und trat in den Ruhestand.
Als Nachfolger von Campbell Tait übernahm Sir John Kennedy am 14. Januar 1947 das Amt als Gouverneur von Südrhodesien und bekleidete dieses bis zum 21. November 1953, woraufhin Peveril William-Powlett am 26. November 1954 seine Nachfolge antrat. Während seiner Amtszeit als Gouverneur wurde er am 14. April 1947 auch zum Knight Commander des Royal Victorian Order (KCVO) sowie im Zuge der New Year Honours zum Knight Commander des Order of St Michael and St George (KCMG) ernannt und bekam zuletzt am 1. Juni 1953 zum Knight Grand Cross des Order of St Michael and St George (GCMG) erhoben. Er engagierte sich des Weiteren als Vorsitzender des Rosehill Arts Trust, der Outward Bound Mountain School in Ullswater sowie der Yehudi Menuhin School in Surrey.
John Noble Kennedy war zwei Mal verheiratet. Er heiratete am 21. September 1926 in erster Ehe Isabella Rosamond Georgiana Joicey-Cecil (1901–1941), Tochter von Colonel Lord John Pakenham Joicey-Cecil (1867–1942), der von 1906 bis 1910 für die Conservative Party Mitglied des Unterhauses (House of Commons) war, und Isabella Maud Joicey († 1949). Aus dieser Ehe ging die Tochter Susan Maria Marcia Kennedy (1934–2003) hervor, die wiederum mit John Francis Arthur St. Aubyn, 4. Baron St. Levan of St. Michaels Mount (1919–2013) verheiratet war. Nach dem Tod seiner ersten Frau heiratete Kennedy 1942 Catherine Fordham (1905–1969).

## Veröffentlichung
- The business of war. The war narrative of Major-General Sir John Kennedy, London 1957

## Hintergrundliteratur
- Nick Smart: Biographical Dictionary of British Generals of the Second World War, Pen & Sword, Barnesley 2005, ISBN 1-84415-049-6
- Richard Mead: Churchill’s Lions. A biographical guide to the key British generals of World War II, Spellmount, Stroud 1977 ISBN 978-1-86227-431-0.